# 魯塔納省
魯塔納省是布隆迪17省之一，位於該國的東南部，省會魯塔納，北臨基特加省和魯伊吉省，東面是坦桑尼亞，南接馬坎巴省，西毗布魯里省，面積1,959平方公里，2007年居民人數306,000。
3°52′40″S 30°9′36″E / 3.87778°S 30.16000°E